# Политические партии Суринама
Политические партии Суринама играют важную роль в жизни страны. Суринам — парламентская республика, в которой системой управления страной является Представительная демократия. Исполнительная власть зависит от парламента. Законодательная власть принадлежит как правительству так и Национальной ассамблее. В Суринаме многопартийная система со множеством партий. Из-за большой численности политические партии редко имеют шанс получить власть в одиночку. Поэтому партии должны формировать коалиционное правительство.
Это неполный список существующие на сегодняшний день политические партии Суринама.
| Название                                         | Название на голландском языке               | Год образования | Примечания |
| ------------------------------------------------ | ------------------------------------------- | --------------- | ---------- |
| «Национальная партия Суринама»                   | Nationale Partij Suriname                   | 1946            |            |
| «Прогрессивная реформистская партия Суринама»    | Vooruitstrevende Hervormings Partij         | 1948            |            |
| «Национальная демократическая партия Суринама»   | Nationale Democratische Partij              | 1987            |            |
| «Братство и единство в политике»                 | Broederschap en Eenheid in de Politiek      | 1973            |            |
| «Демократическая альтернатива ’91»               | Democratisch Alternatief '91                | 1991            |            |
| «Pertjajah Luhur»                                | Pertjaja Luhur                              | 1998            |            |
| «Лейбористская партия Суринама»                  | Surinaamse Partij van de Arbeid             | 1987            |            |
| «Партия всеобщего развития и свободы»            | Algemene Bevrijdings-an Ontwikkelingspartij | ?               |            |
| «Партия национального единства и солидарности»   | Kerukanan Tulodo Pranatan Ingit             | 1999            |            |
| «Партия всеобщего развития и свободы»            | Vooruitstrevende Hervormings Partij         | 1948            |            |
| «Партия за демократию и развитие через единство» | Democratie en Ontwikkeling in Eenheid       | 1999            |            |
| «Союз прогрессивных рабочих и фермеров»          | Progressieve Arbeiders- en Landbouwers Unie | 1977            |            |
| «Главная партия обновления демократии»           | Basispartij voor Vernieuwing en Democratie  | 1996            |            |
| «Демократическая Национальная платформа 2000»    | Democratisch Nationaal Platform 2000        | 2005            |            |
| «Демократы 21-го века»                           | Democraten van de 21ste Eeuw)               | 2000            |            |
| «Место встречи 2000»                             | Trefpunt 2000                               | 2005            |            |
| «Политическое крыло ФАЛ»                         | Politieke Vleugel van de FAL                | 2005            |            |
| «Сеека»                                          | Seeka                                       | 2005            |            |
| «Союз прогрессивных суринамцев»                  | Nationale Democratische Partij              | 2005            |            |